# Kanton Fère-Champenoise
Der Kanton Fère-Champenoise war bis 2015 ein französischer Wahlkreis im Arrondissement Épernay, im Département Marne und in der Region Champagne-Ardenne; sein Hauptort war Fère-Champenoise, Vertreter im Generalrat des Départements war zuletzt von 2004 bis 2015 Claude Hardy.
Der Kanton Fère-Champenoise war 384,89 km² groß und hatte 5802 Einwohner (Stand 2006).

## Gemeinden
| Gemeinde                  | Einwohner Jahr | Fläche km² | Bevölkerungsdichte | Code INSEE | Postleitzahl |
| ------------------------- | -------------- | ---------- | ------------------ | ---------- | ------------ |
| Angluzelles-et-Courcelles | 147 (2013)     | –          | – Einw./km²        | 51010      | 51230        |
| Bannes                    | 289 (2013)     | –          | – Einw./km²        | 51035      | 51230        |
| Broussy-le-Grand          | 314 (2013)     | –          | – Einw./km²        | 51090      | 51230        |
| Connantray-Vaurefroy      | 177 (2013)     | –          | – Einw./km²        | 51164      | 51230        |
| Connantre                 | 1.089 (2013)   | –          | – Einw./km²        | 51165      | 51230        |
| Corroy                    | 159 (2013)     | –          | – Einw./km²        | 51176      | 51230        |
| Courcemain                | 119 (2013)     | –          | – Einw./km²        | 51182      | 51260        |
| Euvy                      | 84 (2013)      | –          | – Einw./km²        | 51241      | 51230        |
| Faux-Fresnay              | 349 (2013)     | –          | – Einw./km²        | 51243      | 51230        |
| Fère-Champenoise          | 2.258 (2013)   | –          | – Einw./km²        | 51248      | 51230        |
| Gourgançon                | 169 (2013)     | –          | – Einw./km²        | 51276      | 51230        |
| Haussimont                | 146 (2013)     | –          | – Einw./km²        | 51285      | 51320        |
| Lenharrée                 | 97 (2013)      | –          | – Einw./km²        | 51319      | 51230        |
| Marigny                   | 108 (2013)     | –          | – Einw./km²        | 51351      | 51230        |
| Montépreux                | 40 (2013)      | –          | – Einw./km²        | 51377      | 51320        |
| Ognes                     | 68 (2013)      | –          | – Einw./km²        | 51412      | 51230        |
| Thaas                     | 106 (2013)     | –          | – Einw./km²        | 51565      | 51230        |
| Vassimont-et-Chapelaine   | 56 (2013)      | –          | – Einw./km²        | 51594      | 51320        |

## Bevölkerungsentwicklung
| 1962 | 1968 | 1975 | 1982 | 1990 | 1999 | 2006 | 2012 |
| ---- | ---- | ---- | ---- | ---- | ---- | ---- | ---- |
| 5209 | 5598 | 5796 | 6003 | 5815 | 5652 | 5802 | 5792 |